# Ихлов, Евгений Витальевич
Евге́ний Вита́льевич Ихло́в (8 апреля 1959 года, Москва — 5 июня 2019 года, Москва) — российский общественный деятель, правозащитник, публицист, политолог, руководитель Информационно-аналитической службы Общероссийского общественного движения «За права человека».

## Биография
Евгений Ихлов родился 8 апреля 1959 года в Москве. В 1976 году окончил среднюю школу №929 Тимирязевского района г. Москвы (с 2015 года — ГБОУ Школа №1454 «Тимирязевская»). Образование — незаконченное высшее (в 1985-1989 годах учился в Московском гидромелиоративном институте).
Описывая свою биографию для авторской страницы Вестника CIVITAS, автором которого Евгений Ихлов был с апреля 2010 года и до конца своей жизни, он так рассказал о себе: «Я – практикующий юрист и политолог-практик. Питаю склонность к Каббале. Родился 8 апреля 1959 года (Овен-Кабан). Из последних должностей – консультант ООД «За права человека», ранее  руководитель Информационно-аналитической службы Общероссийского общественного движения «За права человека», редактор одноименного Информагентства и спецкор (член редколлегии) одноименной газеты. Член Национальной Ассамблеи РФ».

### Трудовая деятельность́
С 1976 по 1993 год — научный сотрудник Всесоюзного института научной и технической информации АН СССР.
С декабря 1989 года — внештатный сотрудник отдела «Политики» газеты «Коммерсант», обозреватель газеты «Гражданское достоинство».
В 1993-1996 годах — специалист-эксперт Федерального информационного центра, специальный корреспондент газеты «Президент», советник Правления Московского Либерального Клуба, консультант-аналитик Московского клуба «Независимость», руководитель Информационно-аналитической Службы Московского клуба «Независимость».
В 1995-1996 годах — помощник депутата Госдумы Ирины Хакамады.
В 1996-1997 годах — помощник депутата Московской городской думы.
С 1998 года по 30 сентября 2016 года — руководитель Информационно-аналитической службы Общероссийского общественного движения «За права человека».
С октября 2004 года — ответственный секретарь Общественного Экспертного совета Общероссийского общественного движения «За права человека», специальный корреспондент и член редколлегии «Газеты региональных правозащитных организаций («За права человека)».
В 1995-1996 годах преподавал в Университете Натальи Нестеровой разработанный им курс «Прикладной политологии».
В 1997-2003 годах — сокоординатор Постоянного философского семинара «Россия эпохи Постмодерна».

### Общественная деятельность
Евгений Ихлов был активным участником перестроечного демократического движения, а затем - постсоветских политических и гражданских объединений.
С сентября 1984 года распространял эмигрантскую литературу демократического содержания.
С лета 1985 года состоял в группе Андрея Фадина (под кличкой «Рунге»).
С осени 1989 года — в демократической фракции Московского Народного фронта и в партии конституционных демократов.
С осени 1990 года — в Совете Представителей и в Координационном совете Движения «Демократическая Россия».
В августе 1991 года Ихлов защищал Белый дом в составе соединенного отряда кадетов, анархистов и «Демсоюза».
Был активным участником движения против войны в Чечне.
С апреля 1994 года участвовал в создании Федеральной партии «Демократическая Россия».
С января 2006 года — член коллегии организации «Добровольческий корпус» (в чине коллежский советник).

### Сионистское движение
С мая 1981 года участвовал в сионистском движении.
С 1989 года состоял в исторической секции Московского еврейского культурно просветительского общества (МЕКПО).

### Юридическая деятельность
С осени 1999 года участвовал в процессе по отмене распоряжений Юрия Лужкова о перерегистрации приезжих.
Участвовал в серии скандальных процессов: по учебнику «Основы православной культуры», по «Обращению 500», по приказу ФСБ об анонимках, по «Норд-Осту», по делу выставки «Осторожно, религия!».  
Соавтор обращений в Конституционный суд по тайному погребению подозреваемых в терроризме и по поводу неопределенности понятия «социальная вражда».

### Журналистика и публицистика
Как журналист начал карьеру в 1990 году в газете «Гражданское достоинство».
Специальный корреспондент и член редколлегии «Газеты региональных правозащитных организаций («За права человека)».
Свыше 300 публикаций в газетах, журналах и в Интернете.

## Семья
Отец – Виталий Михайлович (Иосифович) Ихлов (1931-1976), внебрачный сын Иосифа Шойхета и Мирры Михайловны Ихловой (Шмульян) (1901-1961).  Работал инженером московского проектного института жилищного строительства. Трагически погиб 6 марта 1976 года в авиакатастрофе самолёта Ил-18 авиакомпании «Аэрофлот», выполнявшем плановый рейс SU-909 по маршруту Москва—Ереван. По официальной версии на борту произошло полное обесточивание электрооборудования и лайнер рухнул на землю в Воронежской области рядом с деревней Верхняя Хава. Погибли все находившиеся на его борту 111 человек — 100 пассажиров и 11 членов экипажа. В воспоминаниях Александра Дуброва говорится, что самолет, на котором летел его друг Виталий Ихлов, сбила ракета.
Мать – Ноэми Исааковна Ихлова (Смилянская) родилась 27 марта 1932 г. в семье Исаака Борисовича Смилянского (1904-1986) и Ольги Владимировны Смилянской (Бронштейн) (1906-1982), работала главным библиографом в Центральной научно-технической библиотеке по строительству и архитектуре (ЦНТБ СиА).
Брат – Олег Витальевич Ихлов  (родился 10 октября 1964 года), в 1986-1991 годах учился на кинофакультете Института культуры (МГиК), но не окончил его, работает кинооператором. В его фильмографии такие работы, как сериалы «Москва. Три вокзала», «Свидетели», фильмы «Девушка на миллион», «Новая жизнь», «Амазонки из глубинки», «И была война», «Запах жизни» и другие.

## Болезнь и смерть
У Евгения Ихлова было больное сердце. В октябре 2011 г. ему вживили кардистимулятор (водитель ритма) и установили III группу инвалидности. В сентябре 2016 года состояние его здоровья значительно ухудшилось, и с 2017 года он вынужден был полностью перейти на домашний режим. Но, несмотря на тяжелую болезнь, Ихлов продолжал много работать как публицист и блогер.
Евгений Ихлов умер от сердечного приступа 5 июня 2019 года, около 18 часов, дома, прямо за ноутбуком, за которым писал свои публицистические статьи и посты в соцсетях.
Его последняя статья «Сакральный мясник», опубликованная 6 июня 2019 года в Вестнике CIVITAS, была написана за несколько часов до смерти.
Прощание с Евгением Ихловым прошло 8 июня в Сахаровском центре. Он был кремирован и похоронен на Донском кладбище, участок №2.

## Признание
Лауреат премии Московской Хельсинкской группы в номинации «За экспертную и научную деятельность в области прав человека» (2017).

## Оценка

#### Лев Пономарев, глава ООД «За права человека»:[6]
О таких людях говорят «сам себя сделал». Не имея высшего образования, он обладал широчайшими познаниями во многих областях, блестящей памятью и глубиной мышления. А кроме того, занимался практическими делами – ходил в суды в качестве защитника – и, как правило, выигрывал их. 

#### Александр Черкасов, руководитель правозащитного центра «Мемориал»:[7]
Удивительно насыщенная жизнь! Участие в независимом общественном движении начала 80-х - к счастью, без "посадки". В перестроечной жизни конца 80-х, в первых легальных объединениях. А далее - три десятилетия, которые невозможно представить без Жени, без его текстов. И подписанных, как правило, полемических. А чаще без его имени - но становившихся основой для заявлений со многими подписями. Он пережил и преодолел тяжелую болезнь, вернулся к работе и умер на рабочем месте, за компьютером. Женя был настоящим "солдатом свободы". Непонятно, как теперь без него.

#### Римма Поляк, гл. редактор Вестника CIVITAS:[8]
Женя был (как нелепо звучит «был», прошедшее время не для него, Евгений Ихлов – это всегда здесь и сейчас) неистовым борцом за справедливость, он мгновенно откликался на любое проявление зла, всегда с готовностью приходил на помощь. Мне кажется, он и историю изучал в большей степени для того, чтобы лучше понимать настоящее и быть готовым к будущему.
Он поразительно много работал. В нем было столько энергии и душевных сил, что казалось, болезнь его просто не догонит. Но она догнала…

#### Юрий Самодуров, экс-директорСахаровского центра:[9]
Только что пришло страшное сообщение от товарища. Сегодня 5 июня около 6 вечера прямо за компьютером умер правозащитник, выдающийся политический публицист и мыслитель-историософ Евгений Ихлов.

#### Денис Драгунский, писатель[10]
Скоропостижно скончался Ихлов Евгений, выдающийся сетевой (и не только) публицист и аналитик, человек глубоких знаний, острого ума и чистой души. Я всегда изумлялся его упорному трудолюбию, его неустанному азарту просветителя и "объяснителя" сложнейших политических материй. Я верю, что к его наследию еще не раз будут обращаться все, кто в наших дебрях хочет отыскать истину.